# Каплина, Юлия Владимировна
Юлия Владимировна Каплина (род. 11 мая 1993, Тюмень) — российская спортсменка, специализирующаяся в спортивном скалолазании. Многократная победительница соревнований в лазании на скорость и обладательница ряда мировых рекордов в скорости. Чемпионка Всемирных игр 2017 года в лазании на скорость, дважды серебряный и бронзовый призёр чемпионата мира в этой дисциплине, обладательница Кубка мира 2016 года и представительница от России в скалолазании на Олимпийских играх в Токио.
Она является действующей рекордсменкой мира по скалолазанию среди женщин, установив рекорд на чемпионате Европы 2020 года в Москве (6,964 с).

## Биография
Юлия Каплина родилась в Тюмени 11 мая 1993 года. В детстве было много увлечений, в том числе спортивных. Занималась танцами, художественной гимнастикой, лыжами; в возрасте 12 лет начала заниматься скалолазанием после того, как узнала от близких (дяди) об этом виде спорта.
По состоянию на 2023 год тренируется у Сергея Сергеева.
Изучала инженерную геологию в Тюменском государственном университете.

## Карьера
Каплина дебютировала на Кубке мира в 2012 году в Шамони в возрасте 19 лет. Там она заняла 18-е место.
В 2012 году в возрасте 19 лет Каплина стала третьей на первенстве мира в Сингапуре, а затем приняла участие во взрослом чемпионате мира в Париже, где заняла второе место в лазании на скорость.
В октябре 2016 года выиграла общий зачёт Кубка мира. Это стало известно на этапе в Сямэне, где Юлия заняла второе место. В том же году на чемпионате мире, который вновь проходил в Париже, заняла третье место.
В 2017 году приняла участие во Всемирных играх во Вроцлаве. В лазании на скорость завоевала золотую медаль, улучшив мировой рекорд до 7,32 с.
В ноябре 2019 года на проходившем во Франции отборочном турнире на Олимпийские игры в Токио Каплина завоевала олимпийскую лицензию. По словам Каплиной, она не верила, что ей удастся попасть на Олимпиаду, где скалолазание дебютирует как олимпийский вид.
В ноябре 2020 года приняла участие в чемпионате Европы, перенесённом из-за пандемии COVID-19. В отборочных соревнованиях россиянка улучшила мировой рекорд (6,964 с), преодолев эталонную трассу быстрее индонезийской спортсменки Ариэс Сусанти Рахаю. В финальной части соревнований Каплина не сумела добраться до финиша в полуфинале, однако в забеге за бронзу победила польку Александру Калуцкую.
В квалификации на Олимпийских играх заняла 5-е место в лазании на скорость с результатом 7,65 с, при этом во второй попытке она имела возможность побить собственный мировой рекорд и выиграть, но не дотянулась до кнопки на вершине эталонной трассы. В боулдеринге стала восемнадцатой, преодолев 2 зоны и ни разу не добравшись до топа на четырёх трассах. В лазании на трудность заняла семнадцатое место, финишировав в итоговой таблице также на 17-й позиции из 20 спортсменок и не попала в финал.
На домашнем чемпионате мира в Москве завоевала серебряную медаль, уступив в финале Наталье Калуцкой из Польши.

## Результаты

### Олимпийские игры[11]
| Дисциплина | 2020 |
| ---------- | ---- |
| Многоборье | 17   |

### Кубок мира по скалолазанию[27]
| Дисциплина | 2012 | 2013 | 2014 | 2015 | 2016 | 2017 | 2018 | 2019 |
| ---------- | ---- | ---- | ---- | ---- | ---- | ---- | ---- | ---- |
| Скорость   | 18   | 2    | 2    | 3    | 1    | 2    | 3    | 4    |

### Чемпионат мира по скалолазанию[12]
Юниорский
| Дисциплина | 2012 |
| ---------- | ---- |
| Скорость   | 3    |

Взрослый
| Дисциплина | 2012 | 2014 | 2016 | 2018 |
| ---------- | ---- | ---- | ---- | ---- |
| Скорость   | 2    | 8    | 3    | 13   |

## Количество медалей Кубка мира по скалолазанию

### Скорость
| Сезон | Золото | Серебро | Бронза | Всего |
| ----- | ------ | ------- | ------ | ----- |
| 2012  |        |         |        |       |
| 2013  | 3      |         | 1      | 4     |
| 2014  | 2      | 2       | 1      | 5     |
| 2015  | 1      | 1       | 2      | 4     |
| 2016  | 2      | 4       |        | 6     |
| 2017  | 3      | 2       | 1      | 6     |
| 2018  | 1      | 2       | 1      | 4     |
| 2019  |        |         | 2      | 2     |
| 2021  |        | 1       |        | 1     |
| Всего | 12     | 11      | 9      | 32    |